# Apamea albida
Apamea albida là một loài bướm đêm trong họ Noctuidae.